# Srikalahasti
Srikalahasti (abans Kalahasti) (Telugu: శ్రీకాళహస్తి, tàmil: திருக்காளத்தி) és una ciutat i municipalitat propera a Tirupati a Andhra Pradesh, Índia, districte de Chittoor, a la riba dreta del riu Swarnamukhi, afluent del Pennar, a un extrem de les muntanyes Nagari. Encara informalment se l'anomena Kalahasti (Srikalahasti és per la seva condició de segarada). Recentment ha estat inclosa dins la TUDA (Tirupati Urban Development Authority). La seva població al cens del 2001 era de 70.876 persones, i el 2008 s'estimava ja en 110.587 habitants. El 1881 tenia 9.935 habitants i el 1901 eren 11.992.
La seva importància és deguda en gran part al temple dedicat a Xiva. Un festival o fira anual se celebra el febrer i març i hi assisteixen milers de persones.

## Història
Kalahasti fou un estat tributari protegit del tipus zamindari a la presidència de Madras, Índia. Ocupava parts dels districtes de North Arcot, Kellore i Chingleput, format per 406 pobles a North Arcot, 201 a Nellore i 206 a Chingleput (total 813) amb una superfície de 1.652 km² 638 a North Arcot, 1492 km² a Nellore i 647 a Chingleput; la població total era el 1901 de 223.327 habitants i la capital era l'actual Srikalahasti (Kalahasti). La major part de les terres eren jungla. Les tribus dels irules o yanadis vivien a les selves.
Kalahasti era tanmateix un tahsil del districte de North Arcot, igualment, com el zamindari, amb capital a la població de Kalahasti. El tahsil mesurava 1652 km² i la població el 1901 era de 94.132 habitants repartits en 324 poble i una ciutat, Kalahasti, amb una població d'11.992 persones.

### Governants
La família governant pertanyia a la casta velama i la seva història és poc coneguda. Es creu que el primer posseïdor va rebre els territoris del rei de Vijayanagar al segle XV, a canvi de mantenir l'orde a la regió. En un temps va arribar fins a Fort St. George, i la Companyia Britànica de les Índies Orientals va obtenir les terres on després va estar Madras, del zamindar de Kalahasti el 1639. L'establiment es diu que fou anomenat Chennappapatnam en honor del pare del zamindar. El territori va passar sota control britànic el 1792, i una concessió formal de les terres fou feta a la família el 1801 rebent el zamindar el títol hereditari de raja. Un peshkash (o tribut) era pagat al govern britànic. A causa d'alguns disturbis va estar sota administració del consell de corts (Court oif Wards) a finals del segle XIX però retornat aviat al raja.